# Танака, Манами
Манами Танака (яп. 田中 真奈美 Танака Манами, род. 21 ноября 1989) — сэйю из Префектуры Хиросима. Она работает в Production Baobab.

## Биография
Родилась 21 ноября 1989 года в префектуре Хиросима, Япония. Ее основная профессия — это преподавание английского языка, а в старшей школе она год училась за границей в Великобритании.
Первой работой в качестве актера озвучивания Манами Танака была ее работа на радио «Cho! A&G Music+TV».

## Роли

### Аниме-сериалы
2011 год
- Sacred Seven — Манами

2013 год
- Kin-iro Mosaic — Алиса Картелет

2014 год
- Bladedance of Elementalers — Кэрол Настасья
- Recently, My Sister Is Unusual — Аяка Татибана
- Shimajirō no Wow! — Белый Кролик
- Strike the Blood — Минами Синдо
- The Comic Artist and His Assistants — Матомэ Минано

2015 год
- Absolute Duo — Отоха Коконоэ
- Hello!! Kin-iro Mosaic — Алиса Картелет

2016 год
- Keijo!!!!!!!! — Кахо Фуюзора

- Rilu Rilu Fairilu ~Yousei no Door~ — Офуку-сан

### Видеоигры
- Rage of Bahamut (2014) — Конни
- Uchi no Hime-sama ga Ichiban Kawaii (2014) — Анна
- Kirara Fantasia (2017) — Солт, Алиса Картелет

### Дубляж

#### Живое кино
- «Просто добавь магии» — Ханна Паркер-Кент (роль Обри Миллер)

### Прочее
- 2021 CeVIO AI Talk — Цурумаки Маки (английский и японский языки)
- 2021 Synthesizer V — Цурумаки Маки (английский и японский языки)